# Virginijska borovnica
Virginijska borovnica (lat. Prunus virginiana) je grm podrijetlom iz Sjeverne Amerike, gdje se uzgaja širom cijelog kontinenta. 2007. guverner Sjeverne Dakote John Hoeven imenovao je virginijsku borovnicu službenim voćem Sjeverne Dakote

## Opis
Ova biljka naraste do 5 m visine. Listovi su ovalni, 3 – 10 cm dugi. Imaju grubo nazubljene ivice. Gornji dio lista je tamnozelene boje, a donji dio je svjetliji. Lišće služi kao hrana gusjenicama raznih leptira. Cvijeta u kasno proljeće. 
Plodovi su bobice promjera 1 cm. Ispočetka su svjetlocrvene boje, a kasnije, kad potpuno sazriju su crne boje. Imaju kiselkast i opor okus. Mogu se koristiti u pripremi marmelade, želea i sirupa, ali ih je potrebno dosta zasladiti. 

## Vanjske poveznice
|  | Zajednički poslužitelj ima još gradiva o temi Prunus virginiana |
|  | Wikivrste imaju podatke o taksonu Prunus virginiana             |